# Estación de Pedroso
Pedroso, también denominada a veces como El Pedroso, es una estación de ferrocarril situada en el municipio español de El Pedroso, en la provincia de Sevilla, comunidad autónoma de Andalucía. Dispone de servicios de Media Distancia. Forma parte también de la línea C-3 de la red de Cercanías Sevilla operada por Renfe. Las instalaciones cumplen, además, funciones logísticas.

## Situación ferroviaria
Las instalaciones se encuentran situadas en el punto kilométrico 171,1 de la línea férrea de ancho ibérico Mérida-Los Rosales, 386 metros de altitud sobre el nivel del mar, entre las estaciones de Cazalla-Constantina y Villanueva del Río Minas. El tramo es de vía única y está sin electrificar.

## Historia
La estación fue abierta al tráfico el 23 de junio de 1874 con la puesta en funcionamiento del tramo El Pedroso-Villanueva del Río y Minas, de la línea férrea que pretendía unir Los Rosales, al norte de Sevilla con Mérida. Las obras corrieron a cargo de Manuel Pastor y Landero, ingeniero de caminos que logró la concesión en 1869. Ante las dificultades que sufría para continuar con las obras, en julio de 1880 decidió vender la concesión a MZA. Sin embargo, llegó también a un acuerdo con la Compañía de los Ferrocarriles Extremeños, formada por acreedores del propio Pastor y Landero, lo que daría lugar a una larga batalla legal entre ambas empresas. Finalmente, MZA acabó pactando con los Ferrocarriles Extremeños y, previo pago, se quedó con la línea, concluyéndola en 1885. En 1941, tras la nacionalización del ferrocarril en España, la estación pasó a ser gestionada por RENFE. Desde el 31 de diciembre de 2004 Adif es la titular de las instalaciones.

## Servicios ferroviarios

### Media Distancia
Únicamente efectúa parada un tren diario MD por sentido que permite conexiones directas con Madrid, Plasencia, Cáceres, Mérida, Zafra y Sevilla. 
| Línea MD | Trenes | Origen/Destino      |  | Destino/Origen                  |
| -------- | ------ | ------------------- |  | ------------------------------- |
| 74       | MD     | Sevilla-Santa Justa |  | Cáceres Madrid-Atocha Cercanías |

### Cercanías
La estación forma parte de la línea C-3 de la red de Cercanías Sevilla operada por Renfe.
| procedencia/destino | < estación          | Línea | estación >               | destino/procedencia |
| ------------------- | ------------------- | ----- | ------------------------ | ------------------- |
| Cazalla-Constantina | Cazalla-Constantina |       | Villanueva del Río Minas | Sevilla-Santa Justa |